# Desmodium guianense
Desmodium guianense är en ärtväxtart som först beskrevs av Jean Baptiste Christophe Fusée Aublet, och fick sitt nu gällande namn av Dc. Desmodium guianense ingår i släktet Desmodium och familjen ärtväxter. Inga underarter finns listade i Catalogue of Life.